# Ernst Zaugg
Ernst Zaugg (* 5. April 1934 in Bern; † 10. Dezember 2016) war ein Schweizer Sprinter, der sich auf den 400-Meter-Lauf spezialisiert hatte.
Bei den Olympischen Sommerspielen 1960 in Rom wurde er Sechster mit der 4-mal-400-Meter-Staffel.
Seine persönliche Bestzeit von 47,5 s stellte er 1960 auf.